# Мікофенолова кислота
Мікофенолова кислота (англ. Mycophenolic acid, лат. Acidum mycophenolicum) — природний лікарський препарат, який є продуктом життєдіяльності грибків Penicillium stoloniferum та Penicillium echinulatum (уперше отриманий із Penicillium brevicompactum), та застосовується перорально та внутрішньовенно. Мікофенолова кислота застососовується як у вигляді натрієвої солі, так і у вигляді етеру мофетилу мікофенолату.

## Історія
Мікофенолова кислота уперше виділена в 1893 році італійським ученим Бартоломео Госіо із продуктів життєдіяльності грибка Penicillium glaucum (пізніше отримав нову назву Penicillium brevicompactum). У дослідженнях у нової хімічної сполуки виявлено антибактеріальні властивості. Ця хімічна сполука стала першим антибіотиком, виділеним у чистій кристалічній формі. Проте про дане дослідження на деякий час забули, і дана сполука була повторно відкрита в 1912 році американськими науковцями Олсбергом і Блеком у 1912 році. які й присвоїли їй назву мікофенолова кислота. У їх дослідженнях мікофенолова кислота продемонструвала виражений антибактеріальний, протигрибковий, противірусний, протипухлинний та антипсоріатичний ефект. Проте у зв'язку із численними побічними ефектами мікофенолова кислота не отримала розповсюдження як антибактеріальний препарат. Із розвитком трансплантології сполукою знову зацікавились у зв'язку із її імуносупресивними властивостями. Сполуки мікофенолової кислоти досліджувались піденноафриканським ученим Ентоні Аллісоном разом із його дружиною Елсі Югуї, якими підтверджено імуносупресивні властивості мікофенолової кислоти та її сполук. Ефективність мікофенолової кислоти у профілактиці реакції відторгнення трансплантату показано в дослідженнях на лабораторних пацюках. Мікофенолова кислота упе почала випускатись двома швейцарськими компаніями — у вигляді мікофенолату натрію компанією «Novartis» під торговою маркою «Міфортік», та у вигляді мофетилу мікофенолату компанією «Roche» під торговою маркою «Селлсепт».

## Фармакологічні властивості
Мікофенолова кислота — природний лікарський засіб, який отримується з продуктів життєдіяльності Penicillium stoloniferum або Penicillium echinulatum. Механізм дії препарату полягає в інгібуванні ферменту інозинмонофосфатдегідрогенази. Це призводить до зупинки синтезу пуринових нуклеотидів, наслідком чого є пригнічення проліферації переважно T та B-лімфоцитів, оскільки вони є найбільш залежними клітинами від синтезу новоутворених пуринових нуклеотидів. Мікофенолова кислота також пригнічує перехід фукози та манози до глікопротеїнів, які є основою селектинів, які відповідають за прикріплення лімфоцитів до ендотелію та їх транміграції в екстравазальний простір. У результаті цього пригнічення гальмується вихід лімфоцитів до вогнища запалення, а також гальмування реакції відторгнення трансплантату. Мікофенолова кислота застосовується переважно як імунодепресант у складі комбінованої імуносупресивної терапії при трансплантації органів для запобігання або лікування реакції відторгнення трансплантату, в тому числі ефективна для лікування та запобігання гострих кризів відторгнення. Мікофенолова кислота як цитостатик може застосовуватися для лікування ревматологічних захворювань, зокрема, системних васкулітів. Препарат також застосовується для лікування стероїд-резистентного нефротичного синдрому, у тому числі у дітей. Описаний позитивний досвід застосування препаратів мікофенолової кислоти при апластичній анемії. Мікофенолова кислота застосовується як у вигляді натрієвої солі, так і у вигляді етеру мофетилу мікофенолату, проте, згідно клінічних та фармако-економічних досліджень, ефективнішим є застосування препарату у вигляді мофетилу мікофенолату.

### Фармакокінетика
Мікофенолова кислота швидко всмоктується після перорального застосування, біодоступність препарату при пероральному застосуванні при застосуванні у вигляді натрієвої солі становить 72 %, при застосуванні у вигляді мофетилу мікофенолату 94 %. Максимальна концентрація препарату досягається протягом 1—1,5 годин після перорального застосування, та може знижуватися при прийомі жирної їжі. Мікофенолова кислота майже повністю (на 97 %) зв'язується з білками плазми крові. Метаболізується препарат у печінці із утворенням неактивних метаболітів. Виводиться мікофенолова кислота із організму переважно із сечею (на 93 %), лише 6 % препарату виводиться із фекаліями. Період напіввиведення мікофенолової кислоти становить у середньому 12 годин, даних за збільшення цього часу у хворих із порушенням функції печінки або нирок немає.

## Показання до застосування
Мікофенолова кислота застосовується у комбінації з циклоспорином та глюкокортикоїдними гормонами для профілактики реакції відторгнення трансплантату.

## Побічна дія
При застосуванні мікофенолової кислоти побічні ефекти спостерігаються досить часто. Серед побічних ефектів мікофенолової кислоти найчастішими є:
- Алергічні реакції та з боку шкірних покривів — свербіж шкіри, гіпертрихоз, алопеція, акне, виразки на шкірі, злоякісні новоутвори на шкірі.
- З боку травної системи — гіпертрофія ясен, гінгівіт, виразковий стоматит, нудота, блювання, діарея або запор, езофагіт, біль у животі, проктит, гастроетрерит, гепатит, шлунково-кишкові кровотечі.
- З боку нервової системи — запаморочення, депресія, парестезії, тремор, сонливість, кон'юнктивіт, катаракта, амбліопія.
- З боку серцево-судинної системи — артеріальна гіпертензія або гіпотензія, стенокардія, фібриляція передсердь, тахікардія.
- З боку опорно-рухового апарату — артралгії, міалгії, спазми м'язів, міастенія.
- З боку дихальної системи — кашель, задишка, фарингіт, синусити, бронхоспазм, набряк легень, плевральний випіт, приступ бронхіальної астми.
- З боку сечостатевої системи — некроз канальців нирок, дизуричні явища, альбумінурія, гематурія, гідронефроз, пієлонефрит.
- Інфекційні ускладнення — сепсис, інфекції сечових шляхів, кандидоз травних шляхів, аспергільоз, герпетичні та цитомегаловірусні інфекції, грипоподібний синдром.
- З боку ендокринної системи та обміну речовин — гіперглікемія (з імовірністю розвитку цукрового діабету), порушення функції паращитовидних залоз, гіперхолестеринемія, гіпопротеїнемія, збільшення маси тіла, гіпофосфатемія, гіпер- або гіпокаліємія, гіпер- або гіпокальціємія, гіперволемія, ацидоз.
- Зміни в лабораторних аналізах — анемія, тромбоцитопенія, лейкоцитоз, лейкопенія, поліцитемія, панцитопенія, підвищення рівня креатиніну та сечовини в крові, підвищення рівня сечової кислоти в крові, підвищення рівня білірубіну в крові, підвищення рівня активності ферментів печінки в крові.
- Інші побічні ефекти — лімфопроліферативні захворювання, екхімози, зниження потенції.

## Протипокази
Мікофенолова кислота протипоказана при підвищеній чутливості до препарату та його сполук, вагітності та годуванні грудьми. З обережністю препарат застосовують при загостренні хронічних захворювань травної системи.

## Форми випуску
Мікофенолова кислота випускається у вигляді натрію мікофенолату в таблетках по 0,18 та 0,36 г; та у вигляді мофетилу мікофенолату в таблетках та желатинових капсулах по 0,25 та 0,5 г.